# Antônio José Ferreira
Antônio José Ferreira, também conhecido como Cafu (Anápolis, 31 de março de 1951), é um professor e político brasileiro. Filiado ao Partido dos Trabalhadores, integrou a Câmara Legislativa do Distrito Federal de 1995 a 1999, em sua segunda legislatura.

## Biografia
Graduado em geografia pela Universidade de Brasília, Pereira lecionou em cursos preparatórios. Na eleição de 1994, foi eleito deputado distrital 6.317 votos, correspondentes a 0,93% dos votos válidos. Na câmara, referiu que direcionava sua atuação para "grupos mininoritários (crianças, mulheres, negros, sem—teto e sem-terra)." Também liderou a bancada petista.
Nos anos seguintes, Pereira concorreu a deputado distrital outras quatro vezes, obtendo sempre a suplência: em 1998, com 5.389 votos; em 2002, com 7.118; em 2006, com 3.046; e em 2010, com 1.608.